# Галатища
Гала̀тища или Гала̀чища (на гръцки: Γαλάτιστα, Галатиста, от 1928 до 1936 година Ανθεμούντας, Антемундас, катаревуса Ανθεμούς, Антемус) е голямо село в Егейска Македония, Гърция, част от дем Полигирос в административна област Централна Македония.

## География
Галатища е село в историко-географската област Мадемохория (Мадемските села). Разположено е в центъра на Хакидическия полуостров в югозападното подножие на планината Хортач на 28 километра северозападно от Полигирос.

## История

### Античност и средновековие
Смята се, че Галатища е наследник на античния град Антемунт, чието местоположение не е известно, но се смята, че е някъде между Галатища и Василика. През 1949 година североизточно от Галатища е намерена мраморна плоча с надпис от III век пр. Хр.
В центъра на паланката е запазена византийска кула от XIII–XIV век, която се смята, че е дала името на градчето, но първото споменаване на Галатища, като Галатиса (Γαλάτισσα) е в документ на манастира Перистера от 897 година.

### В Османската империя
От XVI век Галатища е център на Ардамерска епархия. Част е от самоуправляващата се конфедерация Мадемохория. В Галатища процъфтява художествена школа – много иконописци от градчето изписват много църкви на Халкидики. Оцелели фрески от галатищките зографи има в параклиса „Св. св. Кирик и Юлита“ по пътя за манастира „Света Анастасия Узорешителница“, датирани 1830 г. Галатищките зографи са известни като галатзяни (γαλατζιάνοι) по алтернативната форма на името на градчето Галадзища (Γαλατζίστα). В Галатища от 1800 до 1821 година работи гръцко училище.
През юни 1821 година по време на Халкидическото въстание Галатища въстава. Епископ Игнатий II Ардамерски лично запалва катедралната църква, за да повдигне духа на въстаниците. В района на Галатища се водят кървави сражения между въстаниците, начело със Стаматиос Капсас, и османските части. В резултат на въстанието градчето е разорено и временно изоставено. Много от жителите му бягат на Стилида, в Аталанти и Северните Споради.
Според свидетелството на немския ботаник Аугуст Гризебах в 1839 година животът в Галатища е напълно възстановен. Гризебах пише:
| „ | Градчето Галатища е чисто... жителите му са гърци, които ми показаха разбиране и доброта. | “ |

По време на възстановяването са построени много църкви, които са украсени с творби от известни местни художници. Градчето има повече църкви от всяко друго на полуострова. Според традицията това се дължи на факта, че Галатища е дело на селяни от околните по-малки селища, разпръснати в равнината. Така в 1813 година е построена „Свети Георги“, в 1830 – катедралата „Свети Димитър“, в 1835 – „Успение Богородично“, „Света Параскева“ и „Свети Йоан Кръстител“, в 1842 – „Свети Николай“. Край селото са изградени църквите „Света Параскева“ (1869), „Свети Георги“ (ремонтирана в 1956), „Света Неделя“ (1869), „Свети Христофор и Света Варвара“ и „Свети Безсребреници“ върху римски сгради. Църквите в Галатища и околностите наброяват 101.
По време на въстанието на 24 април 1854 година край Галатища отново се води сражение, в което загиват 65 турци.
Александър Синве ("Les Grecs de l’Empire Ottoman. Etude Statistique et Ethnographique"), който се основава на гръцки данни, в 1878 година пише, че в Галатица (Galatitza), Ардамерска епархия, живеят 2400 гърци. Към 1900 година според статистиката на Васил Кънчов („Македония. Етнография и статистика“) в Галачища (Галатища) живеят 2600 жители гърци християни. По данни на секретаря на Българската екзархия Димитър Мишев („La Macédoine et sa Population Chrétienne“) в 1905 година в Галичища (Галитища) (Galitchichta Galitichta) има 1990 гърци.
Жителите на паланката подкрепят гръцката въоръжена пропаганда в Македония (1904 – 1908).

### В Гърция
В 1912 година, по време на Балканската война, в Галатища влизат гръцки части и след Междусъюзническата война в 1913 година остава в Гърция. В 1928 година е прекръстен на античния град – Антемус, но в 1936 година името Галатища е върнато. До 2011 година Галатища е център на самостоятелния дем Антемундас.
| Име           | Име        | Ново име | Ново име | Описание                    |
| ------------- | ---------- | -------- | -------- | --------------------------- |
| Беталани      | Μπεταλάνη  | Корфула  | Κορφούλα | възвишение на ЮЗ от Вавдос  |
| Вигла         | Βίγλα      | Мити     | Μύτη     | връх на З от Вавдос (677 m) |
| Магала Цаирия | Μεγ. Τσαΐρ | Хлои     | Χλόη     | местност на СИ от Галатища  |

## Личности
Жителят на Галатища Агапий в 1752 година поема мъченическия кръст. Галатища е дала няколко видни зографи от XIX век - основателят на Галатищката школа Макарий Галатищки (? - 1814) и наследниците му Захарий, Макарий и Вениамин и Атанасий Галатищки. От градчето са и няколко участици в Гръцката война за независимост в 1821 година.